# Reidar Liaklev
Reidar Kristofer Liaklev (Jaren, 15 luglio 1917 – Jaren, 1º marzo 2006) è stato un pattinatore di velocità su ghiaccio norvegese.

## Palmarès
Olimpiadi
- 1 medaglia:
  - 1 oro (5000 m a St. Moritz 1948)

Europei
- 2 medaglie:
  - 1 oro (Hamar 1948)
  - 1 argento (Helsinki 1950)